# グランドスラム (雑誌)
グランドスラム（雑誌）は、小学館が発売している雑誌の一つで、社会人野球について取り上げた雑誌である。日本野球連盟が認めた「アマチュアベースボールオフィシャルイヤーガイドブック」である（秋号は「イヤー」が抜ける）。小学館は編集、日本野球連盟は監修として刊行に携わっている。

## 刊行
本来、野球に関する雑誌はベースボール・マガジン社が数多く出版しているが、なぜか社会人野球に関してはまったく出版しておらず、小学館のスポーツスペシャルで、1993年に発刊した。その後出版の頻度が変わるなど紆余曲折があったが、現在では春秋の年2回刊行となっている。以下は説明のために「春号」「秋号」と称するが、実際は発刊からの通算で「○号」と呼んでいる（2011年春号が37号）。一般書店以外にも社会人野球主要大会の会場でも販売されている。

### 春号
1994年より、3月末から4月中旬までの間に刊行される。春号の大きな特徴は、主要チームの選手名鑑号となっている点である。日本広しといえども、社会人野球の選手名鑑を網羅的に集めた雑誌はグランドスラムだけである。よって、社会人野球の観戦の必須アイテムとなっている。かつては日本野球振興世話人会加盟及び都市対抗野球、日本選手権出場、全日本クラブ野球選手権大会優勝チームは1ページで紹介し、その他は企業チームを中心に1/2ページで掲載されていた。都市対抗、日本選手権の優勝、準優勝を筆頭に連盟主催の各地方大会優勝チームは名鑑の巻頭でカラー掲載されていた。その後は企業チームの減少もあってか、すべて1～2ページでクラブチームでも掲載を希望する場合は収録されている。また、前年秋に行われた社会人野球日本選手権大会のレビューも行われるが、秋号の都市対抗野球のレビューに比べると扱いは小さい。近年は3月上旬に行われるJABA東京スポニチ大会のレビューも行われている。

### 秋号
10月中旬から下旬にかけて刊行される。秋号の大きな特徴は、社会人野球最大のイベントである都市対抗野球本大会と、全日本クラブ野球選手権本大会の全試合レビューである。優勝チーム監督インタビューなども掲載される。また、社会人野球日本選手権大会のプレビューも行われる。

### その他
以上のように、原則としてグランドスラムは年2回刊行されるが、2003年の第22回アジア野球選手権（いわゆる長嶋ジャパンで臨んだ札幌決戦）を前に、臨時号（22号）が刊行されたことがあった。